# Bob Brunning
Bob Brunning (29. června 1943 – 18. října 2011) byl britský baskytarista, nejvíce známý jako zakládající člen skupiny Fleetwood Mac. Ze skupiny odešel krátce po jejím založení. V letech 1967-1968 byl také členem skupiny Savoy Brown.